# Pertusaria glomerata
Pertusaria glomerata är en lavart som först beskrevs av Erik Acharius, och fick sitt nu gällande namn av Schaer. Pertusaria glomerata ingår i släktet Pertusaria och familjen Pertusariaceae.  Arten är reproducerande i Sverige. Inga underarter finns listade i Catalogue of Life.
I den svenska databasen Dyntaxa används istället namnet Pertusaria octomela för samma taxon.  Arten är reproducerande i Sverige.